# Danis
Danis är ett släkte av fjärilar. Danis ingår i familjen juvelvingar.

## Bildgalleri

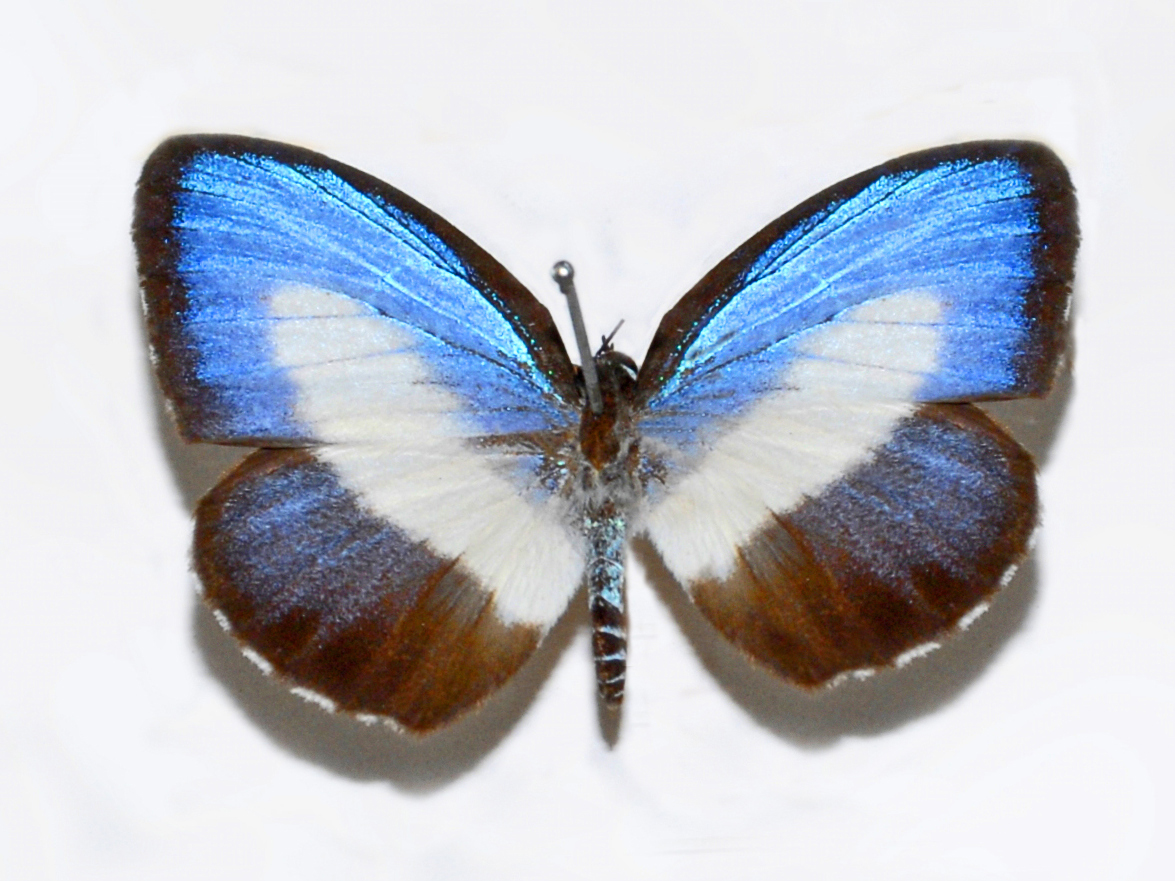
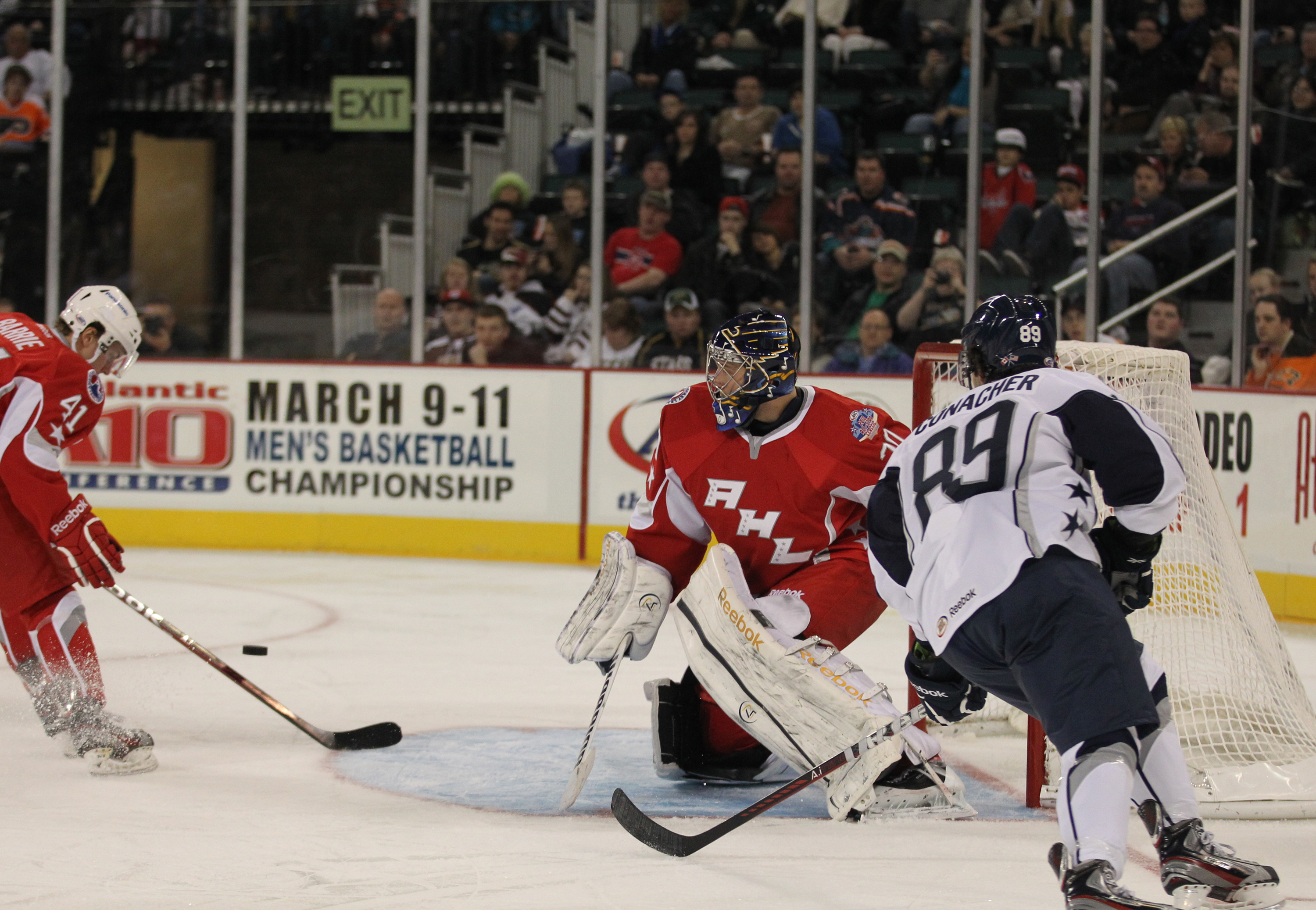
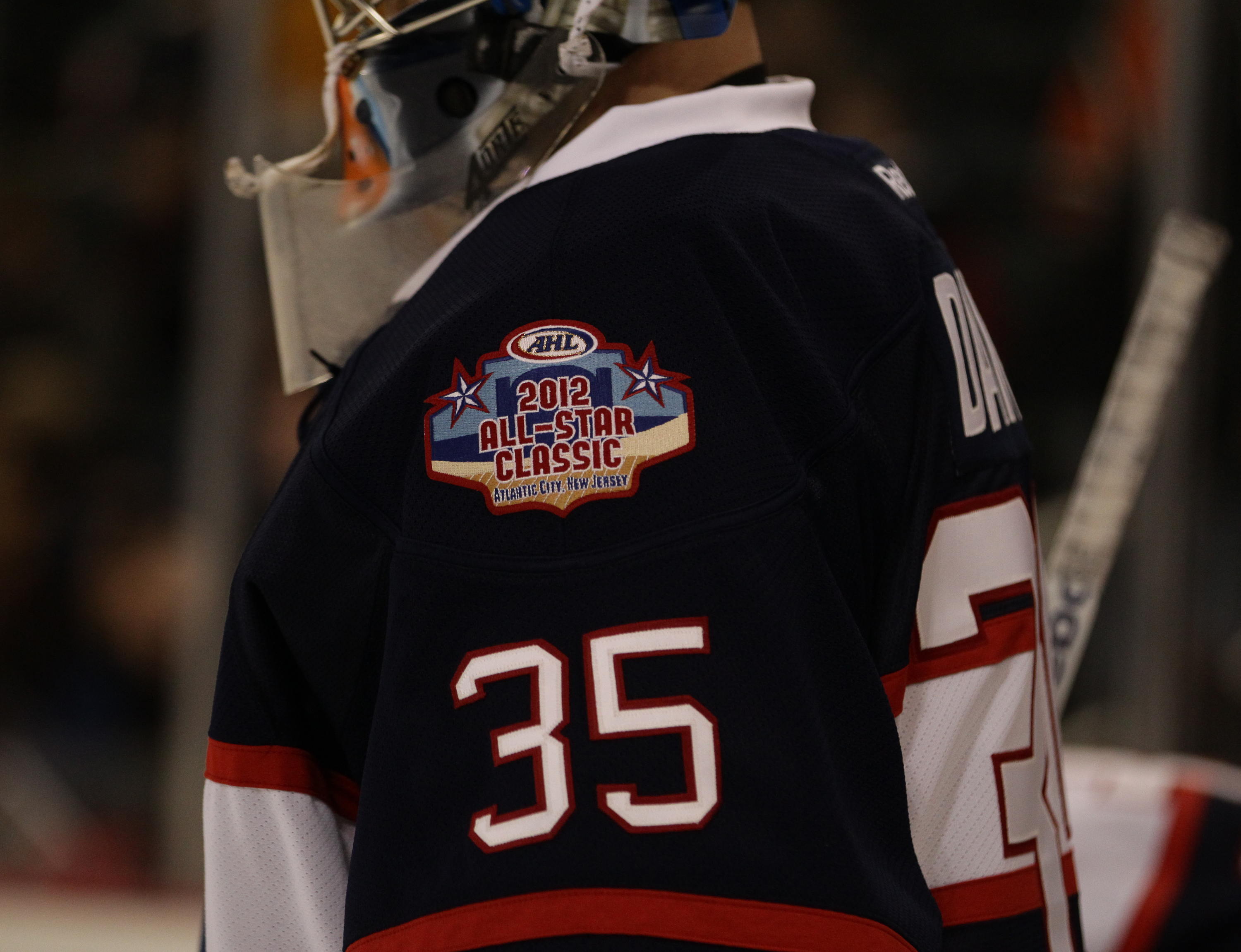

## Dottertaxa tillDanis, i alfabetisk ordning[1]
- Danis absyrtus
- Danis albomarginata
- Danis albostrigata
- Danis anaximens
- Danis annamensis
- Danis aryanus
- Danis athanetus
- Danis baladensis
- Danis beata
- Danis caelinus
- Danis caesius
- Danis caledonica
- Danis carissima
- Danis coelinus
- Danis concolor
- Danis coroneia
- Danis danis
- Danis dispar
- Danis dissimilis
- Danis drucei
- Danis ekeikei
- Danis esme
- Danis glaucopis
- Danis hamilcar
- Danis hanno
- Danis helga
- Danis hengis
- Danis hermes
- Danis hermogenes
- Danis herophilus
- Danis horsa
- Danis intermedius
- Danis irregularis
- Danis karpaia
- Danis lampros
- Danis lamprosides
- Danis latifascia
- Danis lona
- Danis lygia
- Danis mamberana
- Danis manto
- Danis melimnos
- Danis metrophanes
- Danis moutoni
- Danis occidentalis
- Danis olga
- Danis oribasius
- Danis panatius
- Danis peri
- Danis philocrates
- Danis phoibides
- Danis phroso
- Danis piepersi
- Danis plateni
- Danis plotinus
- Danis proedrus
- Danis pseudochrania
- Danis pseudochromia
- Danis regalis
- Danis reverdini
- Danis rosselana
- Danis sakitatus
- Danis salamandri
- Danis scarpheia
- Danis schaeffera
- Danis sebae
- Danis smaragdus
- Danis sophron
- Danis soranus
- Danis stephani
- Danis subsuleima
- Danis suleima
- Danis supous
- Danis thinophilus
- Danis triopus
- Danis valestinax
- Danis wallacei
- Danis vidua
- Danis wollastoni
- Danis zainis
- Danis zuleika